# Брукфілд Тауншип (округ Тайога, Пенсільванія)
Брукфілд Тауншип (англ. Brookfield Township) — селище (англ. township) в США, в окрузі Тайога штату Пенсільванія. Населення — 421 особа (2010).

## Демографія
Згідно з переписом 2010 року, у селищі мешкала 421 особа в 173 домогосподарствах у складі 131 родини. Було 251 помешкання
Расовий склад населення:
| - 97,1 % — білих - 0,2 % — чорних або афроамериканців - 2,4 % — осіб інших рас |

До двох чи більше рас належало 0,2 %. Частка іспаномовних становила 2,6 % від усіх жителів.
За віковим діапазоном населення розподілялося таким чином: 18,3 % — особи молодші 18 років, 62,2 % — особи у віці 18—64 років, 19,5 % — особи у віці 65 років та старші. Медіана віку мешканця становила 48,3 року. На 100 осіб жіночої статі у селищі припадало 109,5 чоловіків;  на 100 жінок у віці від 18 років та старших — 107,2 чоловіків також старших 18 років.
Середній дохід на одне домашнє господарство  становив 53 887 доларів США (медіана — 44 583), а середній дохід на одну сім'ю — 63 572 долари (медіана — 57 500). Медіана доходів становила 55 875 доларів для чоловіків та 30 625 доларів для жінок. За межею бідності перебувало 15,2 % осіб, у тому числі 35,1 % дітей у віці до 18 років та 8,8 % осіб у віці 65 років та старших.
Цивільне працевлаштоване населення становило 167 осіб. Основні галузі зайнятості: виробництво — 25,7 %, освіта, охорона здоров'я та соціальна допомога — 13,8 %, сільське господарство, лісництво, риболовля — 10,8 %, транспорт — 10,2 %.